# 鄧義
鄧 義（とう ぎ、生没年不詳）は、中国後漢時代末期の政治家。荊州章陵郡の人。

## 正史の事跡
| 姓名           | 鄧義              |
| 読み・ピンイン | とうぎ〔Dèng Yì〕 |
| 時代           | 後漢時代          |
| 生没年         | 〔不詳〕          |
| 字・別号       | 〔不詳〕          |
| 本貫・出身地等 | 荊州章陵郡        |
| 職官           | 荊州治中→侍中     |
| 爵位・号等     | -                 |
| 陣営・所属等   | 劉表→曹操         |
| 家族・一族     | 〔不詳〕          |

劉表配下の治中従事（『後漢書』劉表伝は「侍中従事」としているが、「治中従事」の誤りと思われる）。
建安元年（196年）、曹操が献帝を許に迎え入れると、鄧義は劉表に曹操と同盟するよう進言した。しかし、この時点で袁紹と同盟していた劉表は進言を容れず、しかも鄧義を侮辱するような言動をした。鄧義は病気を口実に辞職し、劉表が没するまで出仕しなかった。
建安13年（208年）、曹操が荊州を支配すると、鄧義は招聘され侍中に任命された。その後は、「社稷の祭神は何者か」という仲長統との議論が残るが、それ以外の活動は史書に記述が見当たらない。 

## 物語中の鄧義
小説『三国志演義』でも劉表死後に登場し、蔡瑁の命令で劉先と共に荊州を守備する。曹操が荊州に攻め寄せてくると、戦いし得ないとして軍民を引き連れ降伏している。以後、登場しない。